# David Zoubek
David Zoubek (* 3. února 1974) je bývalý český fotbalový záložník. Rychlý hráč s dobrým tahem na branku, který mohl nastupovat i v útoku. Po skončení profesionální kariéry se začal věnovat trénovaní. Stal se hrajícím trenérem týmu TJ Sokol Hrusice.

## Klubová kariéra
Hrál za SK Hradec Králové, FK AS Pardubice, Bohemians Praha, Jokerit Helsinki, FK Dinamo Minsk, FK Bohemians Praha a SK Kladno. V evropských pohárech nastoupil ve 3 utkáních. V lize nastoupil v 185 utkáních a dal 15 gólů.
11. listopadu 2002 se v dresu Hradce Králové nádherně trefil do sítě Slovanu Liberec (výhra Hradce 3:2). Během ligového utkání trefil do sítě centrovaný míč akrobatickým kopem na způsob patičky. Deník Mladá fronta DNES gól zařadil na třetí místo žebříčku nejkrásnějších gólů Gambrinus ligy v celé její historii.

## Ligová bilance
| Ročník                          | Zápasy | Góly | Klub               |
| ------------------------------- | ------ | ---- | ------------------ |
| 1. česká fotbalová liga 1995/96 | 3      | 0    | SK Hradec Králové  |
| Gambrinus liga 1997/98          | 15     | 1    | SK Hradec Králové  |
| Gambrinus liga 1998/99          | 25     | 0    | SK Hradec Králové  |
| Gambrinus liga 1999/00          | 29     | 0    | SK Hradec Králové  |
| Gambrinus liga 2001/02          | 30     | 4    | SK Hradec Králové  |
| Gambrinus liga 2002/03          | 14     | 1    | SK Hradec Králové  |
| Gambrinus liga 2002/03          | 14     | 1    | Bohemians 1905     |
| Veikkausliiga 2003              | 13     | 0    | FC Jokerit         |
| Vysšaja liga 2004               | 26     | 6    | FK Dinamo Minsk    |
| Vysšaja liga 2005               | 12     | 2    | FK Dinamo Minsk    |
| Gambrinus liga 2008/09          | 20     | 4    | FK Bohemians Praha |
| Gambrinus liga 2009/10          |        |      | FK Bohemians Praha |
| Gambrinus liga 2009/10          |        |      | SK Kladno          |
| CELKEM                          | 185    | 15   |                    |